# Strajk szkolny (1905)

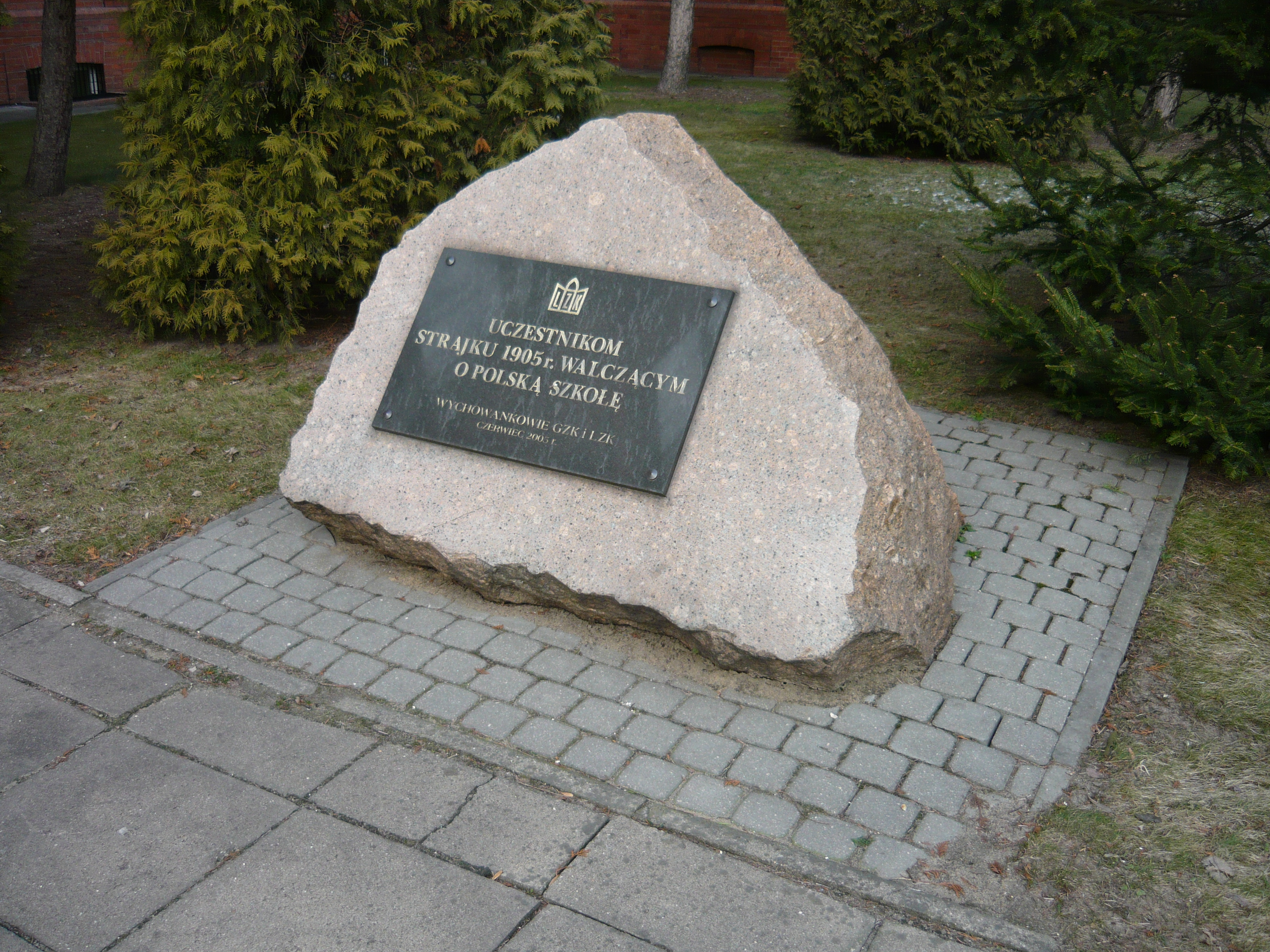
Pomnik upamiętniający strajk o polską szkołę w 1905 roku we Włocławku

Strajk szkolny 1905 roku – strajk szkolny polskiej młodzieży.

## Historia
28 stycznia 1905 roku studenci warszawskiej Politechniki i Uniwersytetu podczas wieców zdecydowali o  rozpoczęciu strajku jako reakcji na petersburską krwawą niedzielę. Instytut Weterynaryjny decyzję o rozpoczęciu strajku podjął 31 stycznia 1905 roku. Pierwszą reakcją władz była decyzja o czasowym zamknięciu szkół w Warszawie do 20 lutego. Z czasem strajk rozszerzył się na młodzież warszawskich szkół średnich i zawodowych, a następnie w ciągu miesiąca na większe miasta (Sosnowiec, Kalisz, Łódź, Częstochowa, Piotrków Trybunalski, Radom, Kielce, Łomża, Pułtusk, Siedlce, Suwałki i Tomaszów Mazowiecki). Strajk rozpowszechniał się dzięki grupom uczniów, którzy wędrowali od szkoły do szkoły wzywając do strajku. Strajki solidarnościowe wybuchły także w zaborze pruskim (głównie w Wielkopolsce), które często wymierzone były również przeciw przymusowej germanizacji w szkołach.
Na czele ruchu strajkowego stanęło Koło Delegatów w którym znaleźli się przedstawiciele szkolnych komitetów strajkowych. Organem wykonawczym była Centralizacja Strajkowa koordynująca akcję na terenie Królestwa Polskiego. Jesienią do strajku przystąpili uczniowie wielu szkół wiejskich, w październiku odbył się zjazd nauczycieli ludowych, zorganizowany przez Stefanię Sempołowską. Strajk trwał do 1908, a w niektórych regionach kraju do 1918 roku.
Głównymi postulatami strajkujących było wprowadzenie do szkół języka polskiego jako wykładowego, powszechny i bezpłatny dostęp do edukacji, zniesienie policyjnego nadzoru nad młodzieżą szkolną, wprowadzenie kontroli rodziców nad doborem kadry nauczycielskiej, zniesienie ograniczeń wyznaniowych, narodowościowych i stanowych w przyjmowaniu uczniów, wprowadzenie prawa kobiet do wyższego wykształcenia.
Władze rosyjskie wyraziły ostatecznie zgodę na nauczanie w szkołach państwowych w języku polskim jedynie języka polskiego i religii. 14 października 1905 r. wydany został ukaz carski, który zezwalał osobom prywatnym i stowarzyszeniom oświatowym na zakładanie średnich szkół z polskim językiem nauczania. Powstały pierwsze polskie szkoły. Utworzone zostały: Gimnazjum 8-io klasowe im. Mikołaja Reja, utrzymywane przez Zbór Ewangelicko-Augsburski w Warszawie oraz Gimnazjum Polskie w Łodzi, prowadzone przez Towarzystwo Uczelnia.